# Castellón de Rugat
Castelló de Rugat là một đô thị ở comarca Vall d'Albaida cộng đồng Valencia, Tây Ban Nha. Đô thị này có diện tích 19,02 kilômét vuông, dân số thời điểm năm 2006 là 2322 người.